# Kemerkaya, Kemah
Kemeryaka là một xã thuộc huyện Kemah, tỉnh Erzincan, Thổ Nhĩ Kỳ. Dân số thời điểm năm 2010 là 134 người.